# Ivanhoe (Carolina del Norte)
Ivanhoe es un lugar designado por el censo (en inglés, census-designtated place, CDP) situado en el condado de Sampson, Carolina del Norte, Estados Unidos. Según el censo de 2020, tiene una población de 198 habitantes.

## Geografía
La localidad está ubicada en las coordenadas 34°35′01″N 78°15′06″O / 34.58361, -78.25167 (34.583625, -78.251697). Según la Oficina del Censo, tiene una superficie total de 13.03 km² , de los cuales 13.01 km² corresponden a tierra firme y 0.02 km² están cubiertos de agua.

## Demografía
Según la estimación 2019-2023 de la Oficina del Censo, los ingresos medios de los hogares de la localidad son de $88,929 y los ingresos medios de las familias son de $89,524. Alrededor del 8.0% de la población está por debajo de la línea de pobreza nacional.